# Astrothelium robustum
Astrothelium robustum är en lavart som beskrevs av Müll. Arg. Astrothelium robustum ingår i släktet Astrothelium och familjen Trypetheliaceae.   Inga underarter finns listade i Catalogue of Life.